# Georg von Monroy
″Georg von Monroy (* 1722; † 30. November 1792) war ein deutscher Offizier und Amtsvogt in Beedenbostel.

## Leben

### Familie
Georg von Monroy war ein Mitglied des hugenottischen Adelsgeschlechtes von Monroy.
Er heiratete Anna Georgine Friederike Beaulieu de Marconnay (1740–1805), Tochter des kurfürstlich hannoverschen Oberjägermeisters und Oberforstmeisters Georg Wilhelm Beaulieu de Marconnay. Zu den Nachkommen des Ehepaares zählten der älteste und zeitweilig in Celle lebende Sohn und spätere mecklenburg-strelitzsche Hausmarschall Ernst von Monroy (1768–1815), durch dessen Hochzeit mit Dorothea eine Verwandtschaft zur Familie von deren Vater begründet wurde, dem Mathematiker und Kupferstecher Christian Ludolph Reinhold. Weitere Söhne waren Louis Hippolyth von Monroy (1773–1858) und dessen Bruder Karl August Wilhelm Heinrich von Monroy (1785–1815).

### Werdegang
Georg von Monroy bekannte sich zur reformierten Kirche. Im Kurfürstentum Braunschweig-Lüneburg stieg er zur Zeit der Personalunion zwischen Großbritannien und Hannover in der Kurhannoverschen Armee bis zum Generalmajor auf.

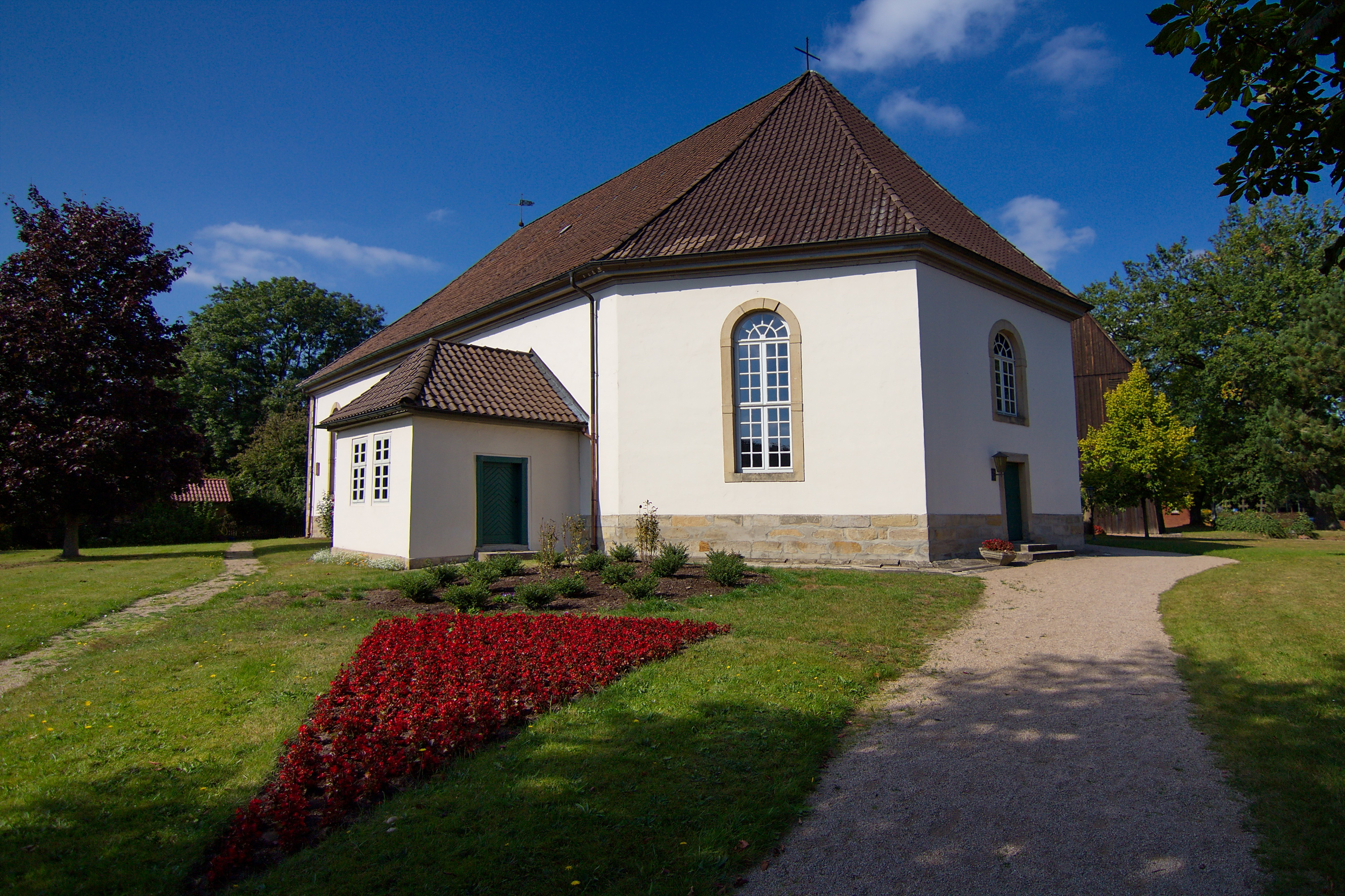
In der St. Martinskirche in Beedenbostel wurde von Monroy bestattet

1769 wurde von Monroy zum Amtsvogt für das Amt Beedenbostel bestellt, wo er laut den Annalen der Braunschweig-Lüneburgischen Churlande am 30. November 1792 verstarb und in der Beedenbosteler Kirche St. Martin beigesetzt wurde.
Durch ein Legat von Monroys konnte später der für neue Begräbnisse zu klein gewordene Kirchhof in Beedenbostel durch den im Jahr 1810 neu angelegten, heute sogenannten Alten Friedhof unter der Adresse Auf dem Hiltberge 13 ersetzt werden. Er wurde 1852 und 1873 erweitert.